# Jerzy Roszak (inżynier)
Jerzy Roszak (ur. 26 stycznia 1916 w Tule, zm. 25 sierpnia 1993 w Warszawie) – polski chemik, rektor Akademii Techniczno-Rolniczej w Bydgoszczy. 

## Życiorys
Od 1946 do 1948 pracował w Państwowym Instytucie Hydrologiczno-Meteorologicznym, a następnie pracował i studiował na Politechnice Warszawskiej. W 1951 ukończył studia i uzyskał stopień inżyniera chemika, podjął wówczas równoległą pracę w Instytucie Chemii Przemysłowej i pracował tam do 1957. W 1957 obronił doktorat, a w 1967 habilitował się. Należał do organizatorów Instytutu Inżynierii Chemicznej, w latach 1971-1973 pełnił funkcję dziekana Wydziału Technologii Chemicznej. W 1974 został pierwszym rektorem Akademii Techniczno-Rolniczej w Bydgoszczy, która powstała z połączenia Wyższej Szkoły Inżynierskiej i filii poznańskiej Akademii Rolniczej. Od 1975 był równocześnie kierownikiem Zakładu Inżynierii Chemicznej, w tym samym roku otrzymał tytuł profesora nadzwyczajnego nauk technicznych. W 1981 przestał być rektorem oraz zrezygnował w funkcji kierowniczej ponieważ przeszedł na emeryturę. 
Jerzy Roszak był promotorem ośmiu prac doktorskich, jego dorobek stanowi dwadzieścia publikacji naukowych z zakresu inżynierii chemicznej, których był autorem lub współautorem. Zasiadał w Komitecie Inżynierii Chemicznej Polskiej Akademii Nauk (1967-1989), był członkiem Polskiego Towarzystwa Chemicznego oraz Bydgoskiego Towarzystwa Naukowego.
Zmarł w 1993, został pochowany na cmentarzu Wolskim w Warszawie (kw. 22, rząd IV, grób 17).

## Odznaczenia
- Krzyż Oficerski Orderu Odrodzenia Polski,
- Złoty Krzyż Zasługi,
- 7 indywidualnych nagród Ministra SWNiT,
- medal Komisji Edukacji Narodowej.